# راه مقدس

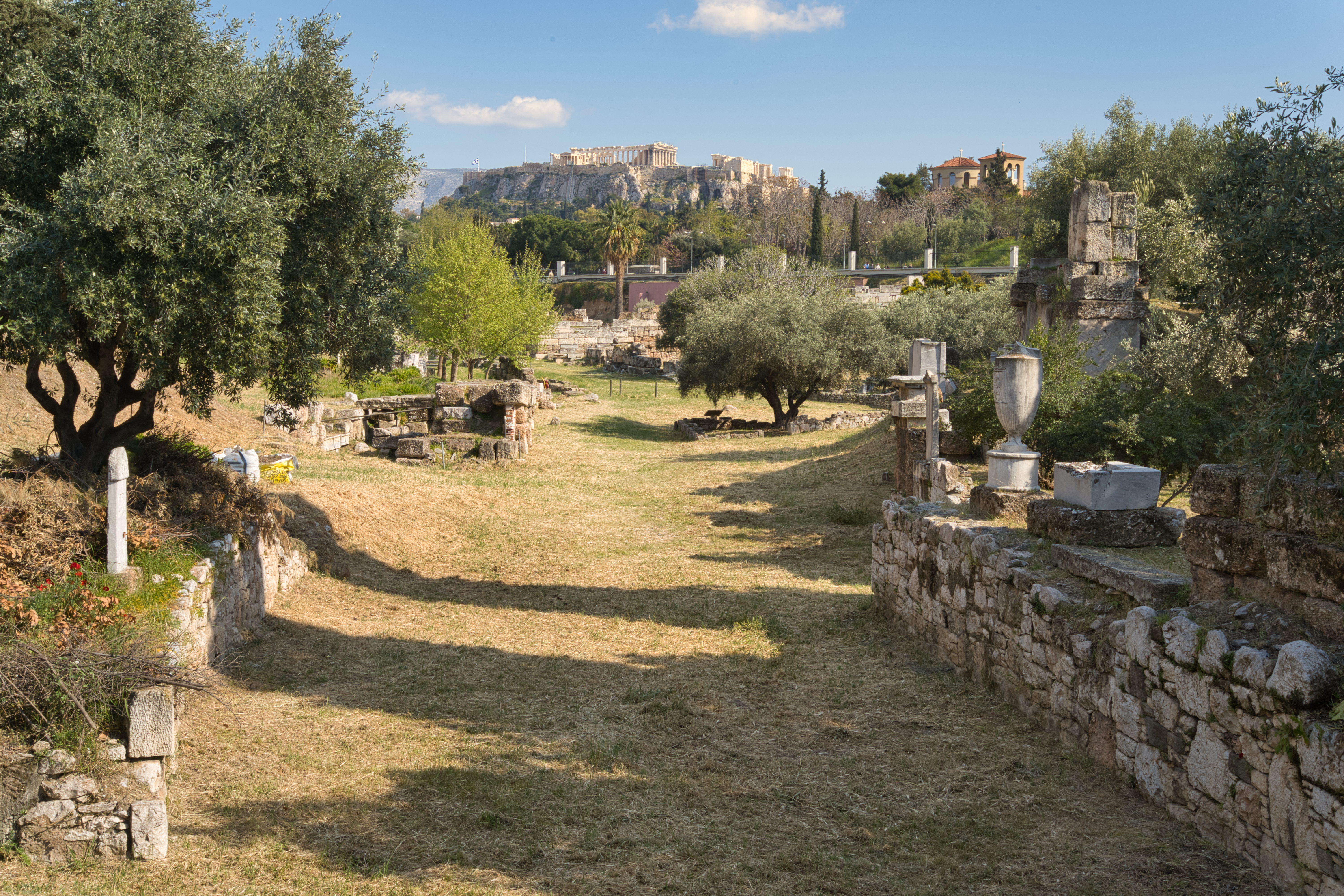
راه مقدس در گورستان کرامیکوس

در یونان باستان راه مقدس (یونانی باستان: Ἱερὰ Ὁδός؛ به انگلیسی: The Sacred Way)، ، جاده‌ای بود که از آتن به الوزیس می‌رسید. این نام به این دلیل به آن داده شده بود که مسیر راهپیمایی برای جشن گرفتن اسرار الوزیس از این مسیر عبور می‌کرد. راهپیمایی به الوزیس در نوزدهمین روز گاه‌شماری آتیکی از دروازه مقدس در کرامیکوس (گورستان آتن) آغاز شد. 
امروزه جاده‌ای که از مرکز آتن به اگالئو و خائیداری (مسیر قدیمی به الوزیس) می‌رود، به نام جاده باستانی ایرا اودوس نامیده می‌شود. 

## اسطوره‌های الوزیس
بر اساس برخی منابع، آیین‌های مقدس دمتر در الوزیس در یونان باستان از قرن پانزدهم پیش از میلاد مسیح اجرا می‌شدند. بر اساس سرودهای هومری دوره یونان کهن، دمتر در جریان جستجوی خود برای پرسفونه در الوزیس توقف کرد. این داستان شرح می‌دهد که چگونه دمتر که توسط شاهزاده سلئوس متقاعد به اقامت در کاخ الوزیس شده بود، وظیفه بزرگ کردن پسر سلئوس، دموفون را بر عهده گرفت. وقتی ملکه متانیرا پس از تلاش بیهوده برای جاودانه کردن دموفون، او را به‌عنوان یک الهه کشف کرد، به الوزیس‌ها دستور داد تا برایش معبدی بسازند. پس از آن‌که پرسفونه را یافت، به رهبران الوزیس آموخت که چگونه مراسم خود را انجام دهند.
برخلاف بسیاری از فرقه‌های جهان یونان باستان، فرقه دمتر آیین‌های خود را به جز برای تعداد کمی از برگزیدگان، مخفی نگه می‌داشت، و به‌همین دلیل نام اسرار الوزیس را برای آن انتخاب کردند. اگرچه در ابتدا فرقه دمتر کوچک باقی ماند، اما سرانجام پس از ادغام الوزیس در آتن در دوره باستان، بسیار بزرگ شد. پس از مدتی هزاران نفر از مردم سراسر یونان به این مکان آمدند و حتی رهبرانی مانند پیسیستراتوس، پریکلس، هادریان و آنتونینوس پیوس همگی برای ساختن بناهای یادبود به الوزیس آمدند. این آیین‌ها برای یونانیان چنان اهمیت یافتند که تا زمان حکومت روم، راه مقدس تنها جاده در یونان مرکزی باقی ماند.

## آیین‌ها و راهپیمایی

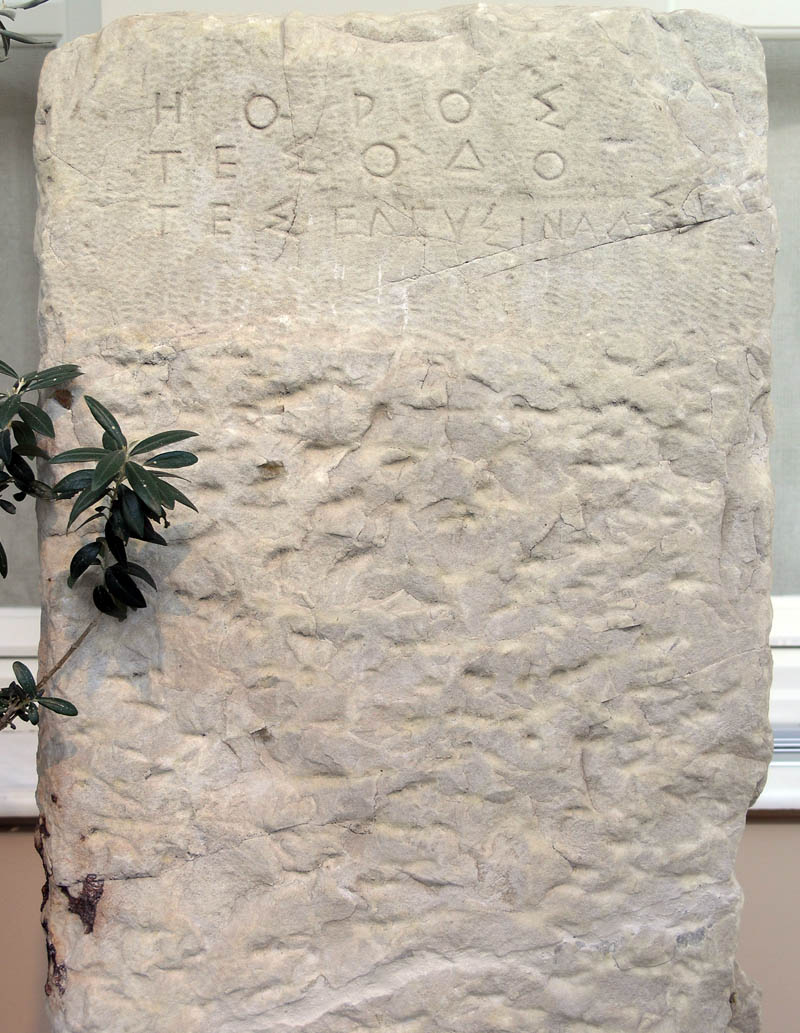
سنگ مرز راه مقدس، حدود سال ۵۲۰ پیش از میلاد

اگرچه فرقه دمتر اطلاعات مربوط به مناسک خود را فقط برای افراد درون فرقه مخفی نگه می‌داشت، اما خود فرقه برای طیف وسیعی از مردم آزاد بود. تشرف‌یافتگان می‌توانستند جوان یا پیر، مرد یا زن، حتی برده یا آزاد باشند. به‌نظر می‌رسد تنها شرط لازم این بود که تازه‌واردان نباید هیچ نوع گناه کفاره‌نداده‌ای داشته باشند.
این روند برای تازه‌واردان شش ماه قبل از راهپیمایی در امتداد راه مقدس آغاز شد. مراسم تشرف در ابتدای بهار با آموزش اسرار کوچک الوزیس آغاز می‌شد، که عمدتاً فرارسیدن بهار را جشن می‌گرفت و به تشرف‌یافتگان اجازه می‌داد تا خود را برای آماده شدن برای اسرار بزرگ الوزیس در اواخر پاییز کفاره دهند. پس از این مراحل مقدماتی، و یک ماه قبل از راهپیمایی در گاه‌شماری آتیکی، پیک‌های ویژه‌ای به نام اسپوندوفوروی از الوزیس فرستاده شدند تا راهپیمایی را در سراسر یونان اعلام کنند. سرانجام در سیزدهمین ماه از گاه‌شماری آتیکی، کاهنان زن دمتر و پرسفونه سبدهایی از اشیاء مقدس به نام هیرا را از الوزیس به آتن حمل کردند تا برای مراسم رژه و آیین‌های اسرار بزرگ آماده شوند.